# La Nouvelle
Cet article concerne le village de la Réunion. Pour la nouvelle de Dino Buzzati, voir La Nouvelle (nouvelle). Pour l'hebdomadaire, voir La Nouvelle (Sherbrooke).

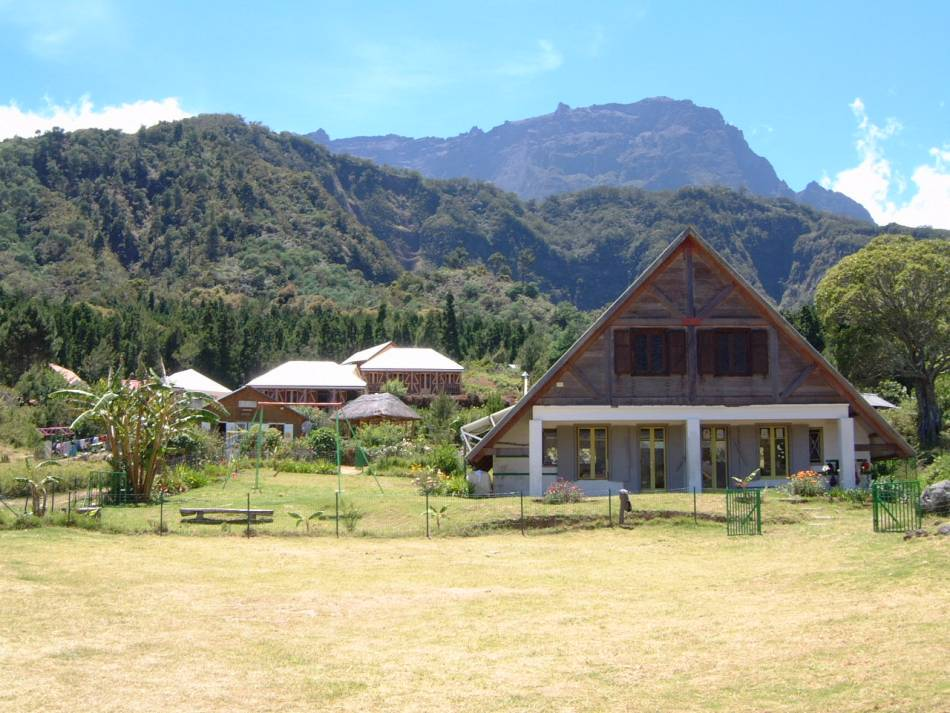
École primaire de La Nouvelle.

La Nouvelle est un petit village des Hauts de l'île de La Réunion. Il constitue le plus important des îlets du cirque naturel de Mafate, au centre de celui-ci.
Ce hameau est situé sur le territoire communal de La Possession, territoire très étendu car la ville de La Possession est située en bord de mer, alors que La Nouvelle est à plus de 40 km de là, dans les hauteurs de l'île (à presque 1400 m d'altitude). 
Inaccessible par la route, il peut être atteint à pied via un sentier de grande randonnée qui traverse le centre-ville de Cilaos puis grimpe jusqu'au col du Taïbit et passe par l'îlet de Marla. Le principal accès reste néanmoins le sentier qui descend depuis le col des Bœufs et permet donc d'accéder au cirque de Salazie. Ce hameau est alimenté quotidiennement via des navettes hélicoptères.
La Nouvelle fait partie de ces hameaux formés à l'époque du marronnage par les esclaves échappés de leurs exploitations et s'étant réfugiés dans les hauteurs de l'île. Des gens vivent et travaillent toute l'année dans cet espace enclavé. Ils pratiquent essentiellement le tourisme (gestion de gîtes, magasins), l'agriculture (vaches, plantations diverses) et l'entretien communal (entretien des chemins et du matériel communal).
La nouvelle bénéficie d'une école rénovée en 2009 avec une classe unique.

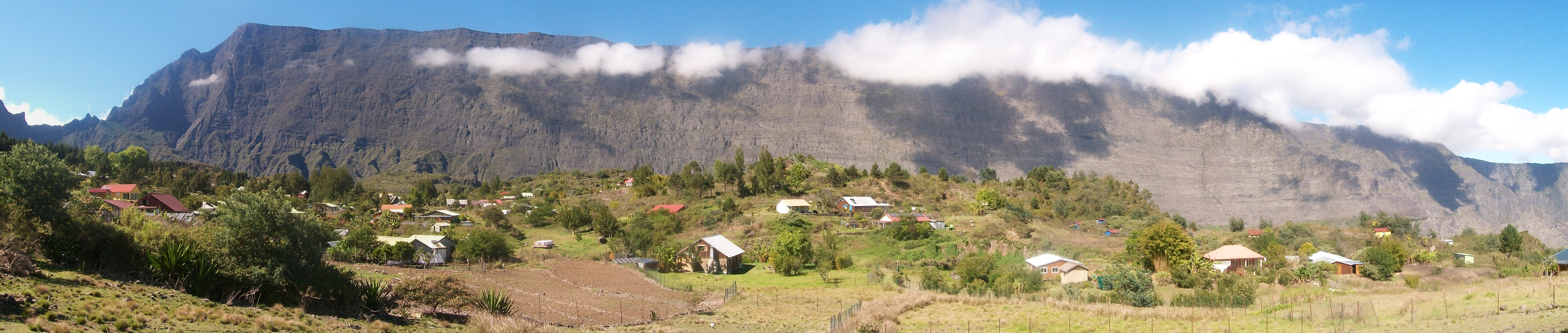
Panorama sur La Nouvelle